# Vila Chã da Beira
Vila Chã da Beira ist ein Ort und eine ehemalige Gemeinde (Freguesia) im Nordwesten Portugals.
Vila Chã gehört zum Kreis Tarouca im Distrikt Viseu. Die Gemeinde hatte eine Fläche von 8,4 km² und 171 Einwohner (Stand 30. Juni 2011).
Am 29. September 2013 wurden die Gemeinden Vila Chã da Beira und Granja Nova zur neuen Gemeinde União das Freguesias de Granja Nova e Vila Chã da Beira zusammengeschlossen.